# Szpieg, który mnie rzucił
Szpieg, który mnie rzucił (ang. The Spy Who Dumped Me) – amerykański film komediowy z gatunku akcja z 2018 roku w reżyserii Susanny Fogel, wyprodukowany przez wytwórnię Lionsgate. Główne role w filmie zagrały Mila Kunis i Kate McKinnon.
Premiera filmu odbyła się 3 sierpnia 2018 w Stanach Zjednoczonych. Dwa tygodnie później, 17 sierpnia, obraz trafił do kin na terenie Polski.

## Fabuła
Audrey Stockton (Mila Kunis) to piękna, spokojna i poukładana dziewczyna. Z kolei jej najbliższa przyjaciółka Morgan Freeman jest kompletnie zwariowana i nieprzewidywalna. Pewnego dnia okazuje się, że były chłopak Audrey, Drew (Justin Theroux), jest tajnym superagentem, na którego polują zawodowi zabójcy. Wskutek fatalnego zbiegu okoliczności dziewczyny są świadkami strzelaniny, po której w ich mieszkaniu zostają dwa trupy i pendrive z cennymi informacjami. Kiedy wychodzi na jaw, że te dane mogą zaważyć na losach świata, dziewczynom nie pozostaje nic innego, jak zmienić tożsamość i uciekać do Europy.

## Obsada
- Mila Kunis jako Audrey Stockton
- Kate McKinnon jako Morgan Freeman
- Sam Heughan jako Sebastian Henshaw
- Justin Theroux jako Drew Thayer
- Gillian Anderson jako Wendy
- Hasan Minhaj jako Duffer
- Ivanna Sakhno jako Nadedja
- Fred Melamed jako Roger
- Kev Adams jako Lukas
- Olafur Darri Olafsson jako turysta z plecakiem
- Tom Stourton jako Edward Snowden
- Jane Curtin jako Carol Freeman
- Paul Reiser jako Arnie Freeman

## Odbiór

### Zysk
Film Szpieg, który mnie rzucił zarobił blisko 34 miliony dolarów w Stanach Zjednoczonych i Kanadzie oraz niecałe 42 miliony dolarów w pozostałych państwach; łącznie ponad 75 milionów dolarów w stosunku do budżetu produkcyjnego 40 milionów dolarów.

### Krytyka
Film Szpieg, który mnie rzucił spotkał się z mieszaną reakcją krytyków. W serwisie Rotten Tomatoes 49% ze dwustu trzech recenzji filmu uznano za pozytywne (średnia ocen wyniosła 5,32 na 10). Na portalu Metacritic średnia ocen z 43 recenzji wyniosła 52 punktów na 100.